# Erdgas Ehingen/Urspringschule
O Erdgas Ehingen/Urspringschule, também conhecido como Ehingen Urspring, é um clube profissional de basquetebol masculino com sede em Ehingen, Alemanha que atualmente disputa a ProA, correspondente a segunda divisão germânica. O clube manda seus jogos na Sporthalle beim Johann-Vanotti-Gymansium com capacidade para 1.500 espectadores.

## Histórico de Temporadas
| Temporada | Nível | Liga         | Pos.     | Resultado         |
| --------- | ----- | ------------ | -------- | ----------------- |
| 2007-08   | 3     | ProB         | 7        |                   |
| 2008-09   | 3     | ProB         | 7        |                   |
| 2009-10   | 3     | ProB         | 3        |                   |
| 2010-11   | 3     | ProB         | 1º       | Promovidocampeão  |
| 2011-12   | 2     | ProA         | 11       |                   |
| 2012-13   | 2     | ProA         | 8        | Quartas de Finais |
| 2013-14   | 2     | ProA         | 3        | Quartas de Finais |
| 2014–15   | 2     | ProA         | 16       | Rebaixado         |
| 2015–16   | 3     | ProB         | 2        | Promovidocampeão  |
| 2016–17   | 2     | ProA         | 14       |                   |
| 2017–18   | 2     | ProA         | 15       | Rebaixado         |
| 2018-19   | 2     | ProA         | 7        | Quartas de finais |
| 2019-20   | 2     | ProA         | COVID 19 | COVID 19          |
| 2020-21   | 2     | ProA         | 15       |                   |
| 2021-22   | 2     | ProA         | 17º      | Rebaixado         |
| 2022-23   | 3     | ProB         | 8º       | Oitavas de final  |
| 2023-24   | 3     | ProB         | 12º      |                   |
| 2024-25   | 3     | ProB         | 14º      | Rebaixado         |
| 2025-26   | 4     | Regionalliga |          |                   |

## Títulos
- ProB: (2)
  - 2010-11, 2015-16